# Amaral
Amaral es un grupo musical español de pop rock y rock originario de Zaragoza formado por Eva Amaral y Juan Aguirre. Su discografía se compone de nueve álbumes de estudio, una edición especial y dos DVD en directo, desde 1998 hasta la actualidad.
Estrella de mar, su álbum más vendido, ocupa el vigésimo cuarto puesto en la lista de "Los 50 mejores discos del rock español", confeccionada por la revista Rolling Stone, considerando que "supuso el despegue definitivo de Amaral, el disco que les llevó a la primera línea del rock español". En otra lista de esa misma publicación, titulada "Las 200 mejores canciones del pop-rock español", que engloba canciones de géneros muy dispares pero que forman parte de la memoria colectiva de España, aparecen "Sin ti no soy nada" en el puesto 67 y "Cómo hablar" en el puesto 128. Además, Eva Amaral está considerada una de las mejores vocalistas rock españolas.
A lo largo de su trayectoria musical, el grupo ha cosechado numerosos premios entre los que destacan tres Premios Ondas de la Música, diez Premios de la Música, dos MTV Europe Music Awards y el Premio Nacional de las Músicas Actuales.

## Biografía

### Los comienzos
Según cuenta el mismo grupo en un reportaje para El País, antes de formar Amaral, Eva estudió cinco años en la Escuela de Artes y Oficios de Zaragoza. Con 17 años y una carrera musical en potencia se matriculó en el ciclo de escultura. Se quedó a falta del proyecto. Además, servía copas en el Azul Rock Café. Estudió canto lírico cuando comprendió que iba a ser cantante. Primero en un centro cívico. Luego, la profesora, fascinada, la remitió a su maestra. "Cobraba un pastón por horas y yo no tenía parné...". Le hizo una prueba y la admitió con descuento. Aguirre, por entonces, estudiaba arqueología y grabó un álbum con su banda anterior, Días de Vino y Rosas, en 1990. Hasta se fueron de gira por Europa. Tuvieron un tema famoso, "Biarritz". Eva y Juan se conocieron en 1992 en la parte de atrás de un bar en Zaragoza. Ella tocaba la batería en un grupo de punk-rock local llamado Bandera Blanca. También era la voz solista de otra banda llamada Lluvia Ácida. Simón, el guitarrista de Lluvia Ácida, tenía un estudio casero de música para grabar maquetas en el almacén. Simón llamó a Juan, para unos arreglos. "Quería que metiera unas guitarras muy en su onda", cuenta Eva, "porque Juan siempre ha tenido un estilo muy peculiar, muy suyo".
Al poco de conocerse se apuntaron al Conservatorio de Música para avanzar en solfeo. Sólo quedaban plazas libres en el curso de contrabajo. "Mmm... Está bien, adelante", dijeron. Entre los cuatro alumnos se sortearon los dos únicos instrumentos que cedía el conservatorio para practicar. "Y de pronto me ve mi madre entrar a casa con un contrabajo enorme", cuenta Eva. "Me encerraba en mi cuarto a practicar." A Juan le tocó el otro. Se recorrieron todos los bares tocando. Estuvieron juntos cinco años antes de ser nada. Después empezaron a viajar esporádicamente a Madrid, luego pasaron temporadas más largas, durmiendo de prestado en casas de amigos; trabajaron en el sector de hostelería, y un largo etcétera, mientras actuaban en Libertad 8, en San Mateo 6, en El Rincón del Arte Nuevo y en La Boca del Lobo. Llegó el día en que Jesús Ordovás los pinchó por primera vez en Radio 3. Y el episodio en que un tipo se acerca después de un concierto y dice: "Hola, soy de la compañía Virgin, me gustaría hablar con vosotros...". Entonces, en algún momento de 1998, decidieron instalarse en Madrid.

## Carrera musical

### 1993-1998: primerdisco:Amaral
Empezaron a interpretar sus propias canciones en pequeñas salas, en conciertos acústicos, y llegaron a hacer de teloneros para renombrados artistas como Willy Deville. Así fue como Amaral se ganó un prestigio en Zaragoza. Uno de sus primeros conciertos fue en un anfiteatro al aire libre de Teruel en 1993, con poco público, en el que actuaron como teloneros y del que afirman que: “el grupo principal nos puteó bastante, casi no nos dejaron probar sonido”. Tocaron “un par de versiones, una de los Waterboys y otra de Patti Smith” y con el caché apenas cubrieron gastos. En 1995 quedaron finalistas del concurso Medio Kilo de Rock. Para ese concierto contrataron al baterista de sesión José Antonio Querol. Entonces Eva y Juan decidieron ir a actuar a otros puntos de España. En Madrid empezaron con actuaciones esporádicas, y en 1997 se instalaron en la capital con la esperanza de triunfar en el mundo de la canción. En diciembre de 1997 actuaron por primera vez en televisión (Canal +), colaborando con Amnistía Internacional en Ellas Cantan Solas, apreciándose una jovencísima Eva. La canción fue Voy a Acabar Contigo. En 1998 Eva acompañó a Bunbury, en TVE-1 en el programa Séptimo de caballería, con el tema "El viento a favor". En 1998 son fichados por la multinacional Virgin, que les edita su primer trabajo, Amaral (1998), que contó con 13 canciones, y que tuvo colaboraciones de lujo como la de Álvaro Urquijo, del grupo "Los Secretos".
El 18 de mayo de 1998 sale a la venta su primer álbum, de nombre homónimo, bajo la producción de Pancho Varona. Con un disco en la calle, Amaral se fue abriendo paso entre la escena musical y ganándose seguidores por toda la geografía española. Lanzaron 5 sencillos: Rosita, Voy a acabar contigo, No sé qué hacer con mi vida, Un día más y Tardes. Además, ese mismo año realizan una colaboración especial en el primer y único disco de Al Este del Edén: Eva con su voz en "Ingenuo" y Juan con su guitarra en "Una simple canción".
De las ventas de este álbum no hay cifras completamente fidedignas. Después de sacar su primer disco, Eva y Juan formaron una banda e iniciaron una gira (esta vez eléctrica) por toda España. Público y crítica los recibieron muy bien y el grupo Amaral empezó a ser conocido.

### 2000:Una pequeña parte del mundo

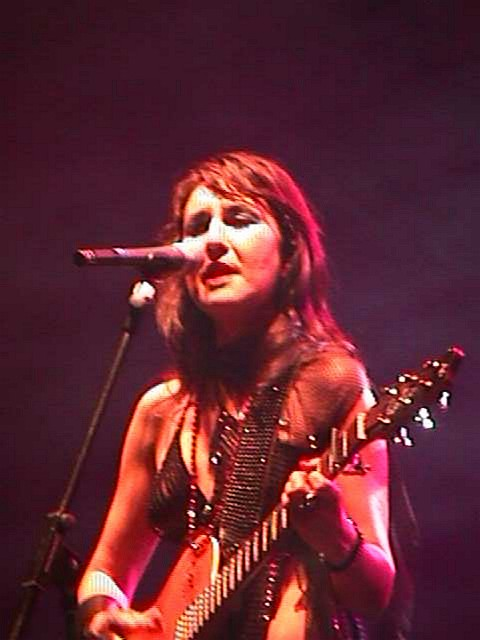
Eva Amaral durante una actuación en directo de su gira "Estrella de mar" (2002)

En el año 2000, después de realizar una gira de presentación con su primer disco y haberse hecho un hueco en la escena musical del pop español, Amaral graba en Londres su segundo álbum, titulado Una pequeña parte del mundo y que contenía 13 canciones: 12 propias del grupo y una versión de la canción "Nada de nada" de la desaparecida Cecilia. En esta ocasión bajo la producción de Cameron Jenkins, que fue ingeniero de sonido de los Rollings Stones, George Michael y Elvis Costello. Eva le conoció en la grabación de unas colaboraciones para un disco de Enrique Bunbury. A Cameron le encantó la extraordinaria voz de Eva desde el momento en que la escuchó por primera vez, proponiéndoles trabajar con él. Jenkins se encargaría de producir todos los discos de Amaral hasta 2008.
Este segundo álbum lanzó 4 sencillos: Cómo hablar, Subamos al cielo, Cabecita loca y Nada de nada. Promusicae indica que en enero de 2007 "Una pequeña parte del mundo" llevaba vendidas más de 80.000 copias. A raíz de este álbum conformaron el quinteto clásico que actuaba en los directos del grupo: con Manolo Mejías, bajista potente y expresivo; Carlos Gamón, baterista extraordinario de gran precisión y eficacia; y Santi Comet a los teclados, aportando una base sólida a su música en directo. En 2001, son seleccionados por la SGAE para representar a España en el LAMC (Latin Alternative Music Conference) en Nueva York. Unos meses más tarde, actuarían en varios países del continente en el certamen Rock en Ñ. En 2001 colaboraron, junto a diversas artistas femeninas, en el disco "Mujer", contra los malos tratos, haciendo una versión de la canción "Media Verónica", de Andrés Calamaro.

### 2002:Estrella de mar
Amaral entra de nuevo en el estudio y de nuevo bajo la producción de Cameron Jenkins graban su tercer álbum que llevó por nombre Estrella de mar. Este álbum se convertiría en el disco nacional más vendido en España en el año 2002. Con él consiguieron una gran cantidad de premios, entre los que destacan un MTV European Music Award al Mejor Artista Español y 5 Premios de la Música, en las categorías Autor Revelación (por "Sin ti no soy nada"), Artista Revelación (por Estrella de mar), Mejor Canción (por "Sin ti no soy nada"), Mejor Álbum de Pop (por Estrella de mar) y Mejor Canción Pop (por "Sin ti no soy nada"). También, con este disco, Amaral salta al escenario internacional, al ser editado en 2003 en una nueva versión para América.
En junio de 2002 fueron teloneros de Lenny Kravitz. En octubre de 2002 harían un concierto Básico para Los 40 Principales en el Círculo de Bellas Artes de Madrid. Hicieron una macrogira de dos años (el segundo en formato gira “de teatros”) en la que dieron más de 200 conciertos. En dicha gira de teatros se incorporó a la banda Zulaima Boheto, gran violonchelista y que hacía coros también. Este hecho hizo que se hiciesen unas preciosas versiones del repertorio de Amaral, con sonoridades clásicas. Después hicieron gira americana, tocando en México, Chile y Estados Unidos para promocionar su álbum, publicado en Latinoamérica en febrero de 2004, que incluyó como temas extra tres versiones acústicas y el dueto con Beto Cuevas de La Ley en la canción "Te necesito".
En 2003, Eva Amaral protagoniza un corto dirigido por Andreu Castro llamado Flores para Maika, en el que da vida a una mujer que es asesinada por su pareja. La canción "Salir corriendo" formó parte de la BSO de la película y coincidió con la salida como sexto sencillo.
En el verano del 2004, cuando Amaral se disponía a grabar un nuevo disco, Juan sufre de una lesión en su mano, lo que causa, además de posponer la grabación, que Eva teloneara en su gira por España a Bob Dylan en solitario con guitarra acústica, a veces acompañada por Juan con una armónica. Ya entonces comenzaron a anticipar algún tema de Pájaros en la cabeza, que sería su siguiente álbum.
Vendió en total 2 millones de copias y llevaba vendidas en España unas 700.000 en el año 2003. Lanzó 6 sencillos: Sin ti no soy nada, Te necesito, Toda la noche en la calle, Moriría por vos, Estrella de mar y Salir corriendo.

### 2005:Pájaros en la cabeza

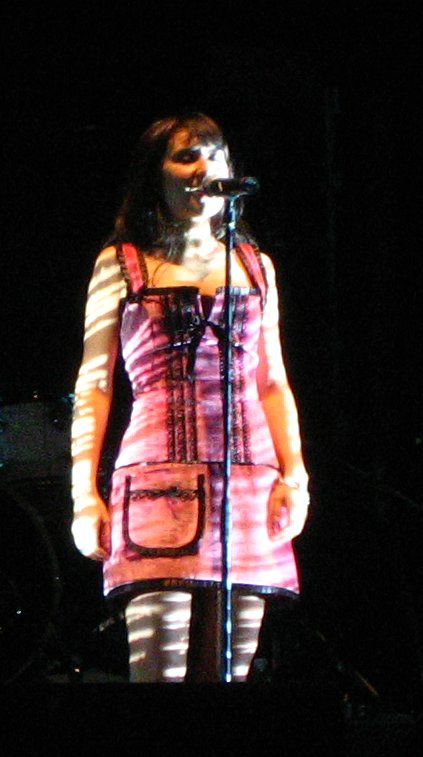
Eva Amaral, en concierto en Fuenlabrada, Madrid (2004)

En noviembre de 2004, Eva y Juan parten a Londres para grabar su cuarto álbum, titulado Pájaros en la cabeza bajo la producción de Cameron Jenkins en el Eden Studios. Este disco contaría con 14 nuevas canciones.
El álbum sale a la venta el 14 de marzo de 2005 y en junio comienza su gira en Salamanca, que recorrería España en 41 conciertos, concluyendo a mediados del mes de octubre en Bilbao. Más adelante, llevarían la gira a México, Chile y Argentina. Amaral se detiene el 15 de septiembre en Barcelona para grabar el concierto y editarlo en DVD, el cual saldría a la venta el 28 de noviembre de ese mismo año bajo el nombre de El comienzo del big bang, que vendió más de 25 000 copias.
A lo largo de 2006 siguieron ofreciendo por España conciertos aislados en diferentes escenarios y formatos, como en el Roscón Rock en Zaragoza (enero), Teatro Principal de Santiago de Compostela (febrero), Festival Solidart en Palma Mallorca (febrero), especial de El Larguero en el Palacio de los Deportes de Madrid (mayo), Festival Valladolid Latino en Valladolid (mayo), Teatro Auditorio de Roquetas de Mar (junio), además de participar en febrero de 2006 en el Festival Internacional de la Canción de Viña del Mar (Chile), dónde fueron galardonados con la "Antorcha de Plata". También intervinieron en el MTV-Day el 15 de junio de 2006 en la Plaza de las Ventas de Madrid, como cabeza de cartel. Dos días después intervinieron en el macroconcierto histórico Los N.º 1 de Los 40, en el estadio Vicente Calderón, en conmemoración del 40 aniversario de la cadena musical. Aquí actuaron también con Los Secretos y con Antonio Vega. Desde entonces Amaral se retiraron de los escenarios transitoriamente para preparar su nuevo CD. Aun así, durante este tiempo colaboraron con otros músicos en sus discos, como: Pereza, Moby, Ariel Rot y con Jaime Urrutia, y compartieron escenario con: Deluxe, Los Secretos, Jaime Urrutia y Lagartija Nick.
En el verano de 2006, graban una versión del tema Si tú no vuelves, original de Miguel Bosé, al lado del mexicano Chetes. Esta canción formó parte de la banda sonora de la película mexicana "Efectos secundarios". En septiembre de 2006, Pájaros en la cabeza fue reeditado en México en la versión original CD+DVD, incluyendo "Si tú no vuelves", que apareció como 4.º sencillo para este país.
Durante todo el 2006 El Universo Sobre Mí se utilizó como banda sonora en la conmemoración por los 50 años de Televisión Española.
En diciembre de 2006, Amaral lanzó al mercado una edición especial de toda su discografía, incluyendo Amaral, Una pequeña parte del mundo, Estrella de mar, Pájaros en la cabeza y el DVD El comienzo del big bang, bajo el título de "Caja Especial Navidad", que incluye las partituras de todas las canciones, así como material extra para los fanes. Vendió 50.000 copias.
Pájaros en la cabeza fue el disco más vendido en España en 2005, según la SGAE. El disco ha vendido más de 900.000 copias en todo el mundo, de ellas alrededor de 700.000 copias se vendieron en España y lanzó 5 sencillos: El universo sobre mí, Días de verano, Marta, Sebas, Guille y los demás, Resurrección y Revolución. Además sonaron en la radio las colaboraciones con Chetes, Si tú no vuelves, y con Moby, Escapar (Slipping Away). Por este trabajo, Amaral recibieron tres Premios de la Música en 2006: Mejor Álbum (por Pájaros en la cabeza), Mejor Canción (por Días de verano) y Mejor Vídeo Musical (por Días de verano).

### 2008:Gato negro ◆ Dragón rojo
Eva y Juan comenzaron el año 2008 versionando A Hard Rain's a-Gonna Fall de Bob Dylan, canción promocional para la Expo Zaragoza 2008. Su versión se llamó Llegará la tormenta.
El 27 de mayo de 2008 salió a la venta el quinto álbum de estudio del dúo zaragozano con el título Gato negro♦Dragón rojo. Es un disco doble que cuenta con 19 canciones y que tuvo cuatro sencillos: "Kamikaze", Tarde de domingo rara, Perdóname y El Blues de la Generación Perdida. En este disco Juan canta por primera vez como voz principal en Es sólo una canción.
El 27 de junio participaron, en un concierto benéfico, organizado por la Fundación 46664, que tuvo lugar en Hyde Park de Londres, donde Amaral compartió cartel con grupos como Simple Minds, Annie Lennox, Queen + Paul Rodgers, Sugababes, Razorlight, Amy Winehouse y Zucchero Fornaciari, entre otros.
La gira "Gato negro♦Dragón rojo" comenzó en Zaragoza en junio de 2008 y acabó en Valencia en diciembre de 2008. Estuvieron acompañados por una nueva banda, integrada por Octavio Vinck (guitarra acústica), Coki Giménez (batería), Zulaima Boheto (chelista), Iván González (bajo) y Quique Mavilla (teclados). Grabaron su segundo Básico para Los 40 Principales en diciembre de 2008 para conmemorar el décimo aniversario de 40TV y principios de 2009, Amaral grabó un EP inédito al que titularon Granada, para conmemorar los 10 años de EFE EME. El CD en formato digital contiene 4 temas inéditos y exclusivos en los que Amaral recrea canciones de cuatro grupos granadinos: 091, Lagartija Nick, Los Planetas y Lori Meyers.
En 2009 giraron de nuevo y comenzaron la gira en marzo en el Palacio de la Música Catalana de Barcelona, concierto incluido dentro del Festival de la Guitarra de la Ciudad Condal. En junio de 2009, participan en el disco homenaje a Miguel Ríos Bienvenidos versionando la canción Al Sur de Granada. Además rehacen su canción Salta para el proyecto benéfico de Supernanas.org. En julio de 2009 participaron en el concierto de MTV España MTV Murcia Night celebrado en Cartagena a los pies de la muralla de Carlos III y ante más de 35.000 personas. La Gira Gato negro♦Dragón rojo terminó en octubre de 2009 el madrileño Teatro Circo Price dónde llenaron cinco días seguidos. En esos conciertos presentaron un nuevo tema, Madrid, que no llegó a entrar en el álbum.
El 22 de septiembre de 2009, y para cerrar el ciclo de Gato Negro♦Dragón Rojo, Amaral publicó un doble CD+DVD/Blu-Ray, titulado La barrera del sonido (más de 30 000 copias vendidas), que contiene el concierto grabado en el Palacio de los Deportes de Madrid en octubre de 2008, en palabras de Juan Aguirre una etapa para dar inicio al nacimiento de una banda nueva en el próximo álbum de estudio. "La barrera del sonido" ganó en 2010 el Premio de la música a la Mejor producción audiovisual, cuyo director fue Fernando Olmo, de Canal +. José Mª Rosillo ganó el Premio de la música al Mejor técnico de sonido por varios trabajos, entre ellos "La barrera del sonido".
En julio de 2010, recibieron el doble disco de platino (200.000 copias) por las ventas de Gato negro♦Dragón rojo. Sólo en 2008 vendieron 111.000 copias. El álbum entró directamente al n.º 1 en la lista oficial de los álbumes más vendidos en España, consiguiendo además su primer Disco de Platino (100.000 copias) en sólo siete días. Por Gato Negro♦Dragón Rojo ganaron el Premio de la música al Mejor álbum en 2009.

### 2010: Premio Nacional de las Músicas Actuales

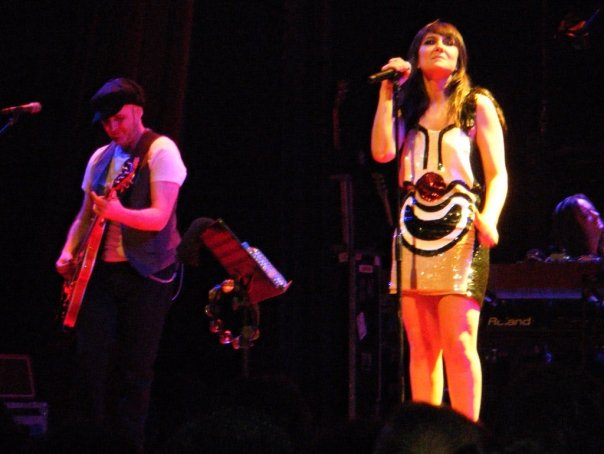
Juan Aguirre y Eva Amaral en el Teatro Circo Price.

El 27 de octubre de 2010, el Ministerio de Cultura de España otorga el II Premio Nacional de las Músicas Actuales 2010 a Amaral por su "aportación a la renovación del panorama musical actual". El galardón estaba dotado con una suma económica de 30 000€. El jurado, presidido por el director general del Instituto Nacional de las Artes Escénicas y de la Música (INAEM), Félix Palomero, estaba formado por Dania Dévora, Rosa León, Diego Alfredo Manrique, Luis Mendo, Beatriz Pécker, Joan Manuel Serrat y ejercía como vicepresidente el Subdirector General de Música y Danza del (INAEM), Antonio Garde, les otorgó el premio por mayoría.
En un comunicado oficial, la banda agradece el premio al jurado y se lo dedica a todos sus seguidores. Asimismo, reconocen su evolución (desde pequeñas salas hasta grandes conciertos) y toman este galardón como un punto y seguido en la búsqueda del concierto perfecto y de su mejor disco. La dotación económica se destinó a la Fundación Vicente Ferrer y serviría para construir 16 viviendas en el poblado de Madirebail, en la región de Anantapur, y para garantizar los estudios universitarios de 4 alumnos. El premio se entregó el 12 de julio de 2011 en La Seu Vella (Lérida), en presencia de los Príncipes de Asturias acompañados de la ministra de Cultura, Ángeles González-Sinde; el consejero de Cultura, Ferrán Mascarell y el alcalde de la ciudad, Ángel Ros. El premio lo recogió Jordi Folgado, director general de la Fundación Vicente Ferrer.

### 2011:Hacia lo salvaje

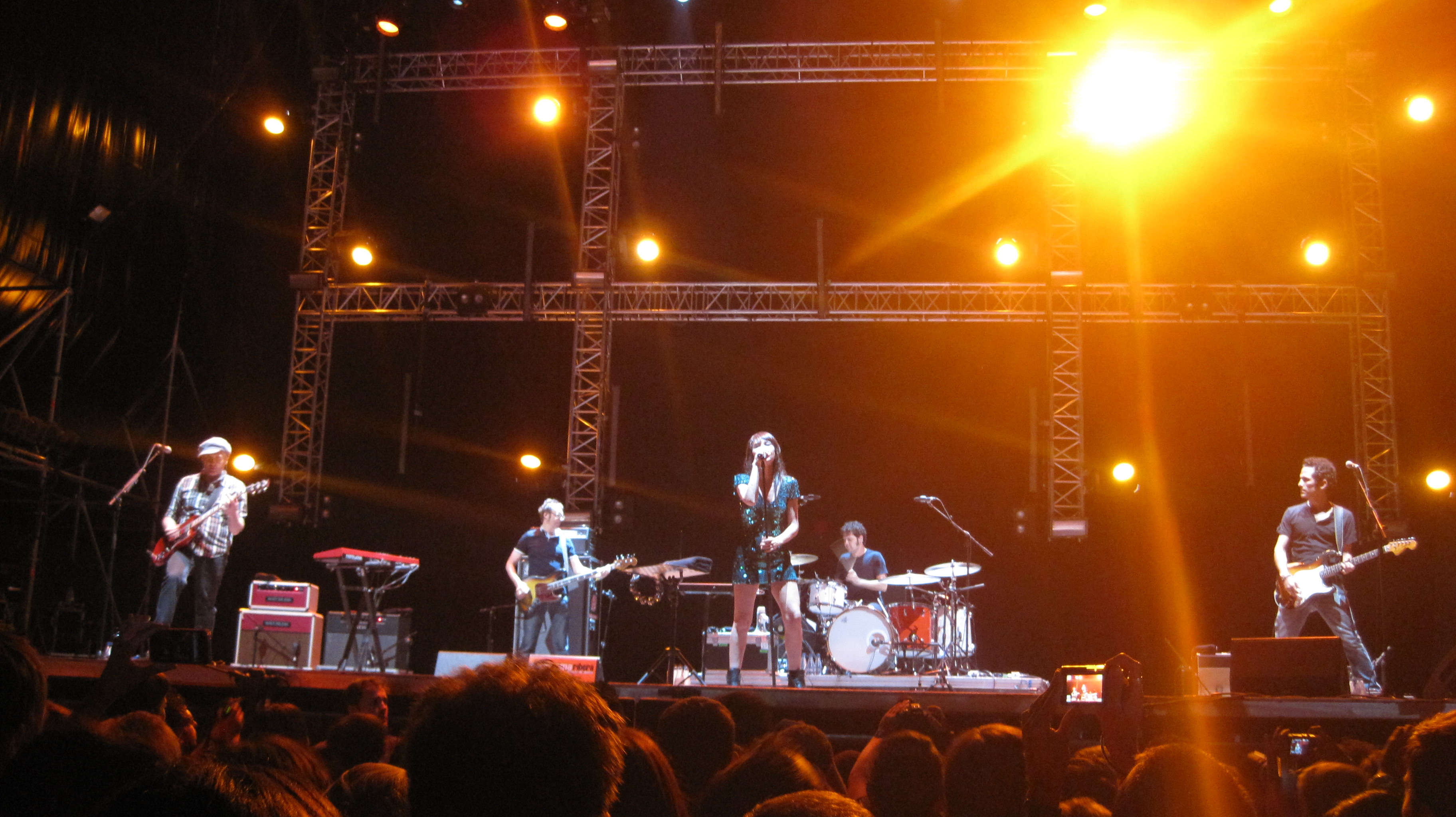
Amaral en Sonorama Ribera 2011, Aranda de Duero (Burgos, España).

El dúo anunció que concentraría los conciertos durante los fines de semana para poder trabajar en las canciones que formarían parte de su próximo trabajo. A pesar de que no quisieron avanzar muchos detalles, Aguirre sí explicó que tenían "bastantes ideas y muchas canciones" y que muy posiblemente su futuro trabajo "será un disco eléctrico". Además puntualizó en la revista EFE EME que "cada vez que un riff, un estribillo, nos recuerda a algo anterior, a alguna cosa que ya hemos hecho, inmediatamente la borro. El nuevo disco supondrá un cambio radical, aunque de todas formas siempre hemos cambiado de un disco a otro".
Durante parte 2010 y principios de 2011, presentaron en diferentes conciertos acústicos las siguientes nuevas canciones: Hacia lo salvaje, Como un martillo en la pared, Cuando suba la marea, Si las calles pudieran hablar, Juguetes rotos, La ciudad maldita y Esperando un resplandor. Además recuperaron e hicieron una nueva versión de Noche de cuchillos, canción compuesta para la película Otro corto con niños.
Finalmente, el álbum se publicó el 27 de septiembre de 2011 bajo el nombre de Hacia lo salvaje. Consta de 12 canciones entre las que "hay medios tiempos y rápidos, pero sobre una intensidad de fondo que antes quizá no ha explorado el grupo en la medida que lo está haciendo ahora. Solo una de esas canciones es acústica". Las canciones se han grabado en el estudio madrileño del dúo con la participación exclusiva de Eva Amaral, Juan Aguirre, Toni Toledo y Chris Taylor. De la producción se han encargado Juan de Dios Martín (Deluxe), Eva Amaral, Juan Aguirre. Las programaciones son obra de Antonio Escobar. Las mezclas y la masterización se han realizado en Nueva York por Michael Brauer y Greg Calbi. El álbum se publicará bajo el nuevo sello creado por el dúo, Antártida. El día 20 de junio de 2011 dieron una rueda de prensa para presentar el disco en la Sala Sol y allí desvelaron el nombre de otra de las canciones que va a ser incluida en el álbum Antártida, la cual interpretaron junto con Hacia lo salvaje.
En julio de 2011 anunciaron que el primer sencillo del álbum sería la canción que le da título, Hacia lo salvaje, y se lanzaría el día 8 de agosto. Solo un día después de su lanzamiento la canción se convirtió en número 1 en Itunes.
El disco entró directamente al número 1 de los más vendidos en España, manteniéndose en esa posición durante cuatro semanas, además consiguió el disco de oro en tan solo siete días y el disco de platino (40.000 copias) a las siete semanas de haber sido publicado.
También confirmaron que habían grabado las 12 canciones del álbum en formato acústico con la intención de publicarlas. Además de eso, también anunciaron que no todas las canciones que presentaron a lo largo de 2010 y 2011 irían al álbum, sino que "la mayoría serán sorpresa". El primer tema descartado es "La ciudad maldita", aunque contemplan la posibilidad de grabarla para un disco futuro Días después, confirmaban que tampoco "Noche de cuchillos" formará parte del álbum. Finalmente, el 13 de agosto de 2011 daban a conocer la lista final de canciones del álbum, en la que tampoco entraba "Juguetes rotos", en el documento en formato pdf que acompañaba a la descarga gratuita de su primer sencillo, dónde también anunciaban los diferentes formatos en los que se publicaría el álbum y las fechas confirmadas de la gira de presentación, que comenzará en Zaragoza el día 6 de octubre y dónde darán cinco conciertos consecutivos con todas las entradas vendidas. Hacia lo salvaje fue elegido el tercer disco español más importante de 2011 por la revista Rolling Stone.
A falta de terminar la Gira de Hacia lo salvaje, el grupo ha admitido estar preparando canciones para un nuevo disco, que en principio saldría a finales de 2013. Tanto Eva como Juan a través de su cuenta oficial de Twitter y en entrevistas han dado algunos detalles del proceso. Eva dice que "ya estamos escribiendo nuevas canciones, poniendo ideas en común, haciendo pequeñas maquetas… Nos lo estamos pasando muy bien”. Juan, por su parte, afirma que "en octubre terminaremos la gira aquí y viajaremos a distintos países. Será allí donde comencemos a pensar también en nuestro próximo disco, un disco que será muy viajero porque lo queremos componer de un país a otro y seguir ofreciendo lo mejor de nosotros mismos".

### 2015:Nocturnal
En un principio, la banda lanza un nuevo disco en octubre de 2015. Previamente presentaron la canción "Ratonera" como adelanto de su último trabajo que se estrenaría en octubre de 2015. Eva Amaral y Juan Aguirre han declarado: "Hola a todos. Os presentamos Ratonera, una canción nueva que hemos grabado recientemente. Es el adelanto del nuevo disco que estamos componiendo y que esperamos tener listo en septiembre". Para la presentación han lanzado un videoclip mostrando su faceta más reivindicativa: "Alberto nos propuso realizar un vídeo que mostrase, en clave de humor y sátira, a la clase dirigente como víctimas de toda una serie de problemas que en realidad no les afectan en absoluto. Precisamente los mismos problemas que ellos deberían ayudar a resolver".
Mientras tanto ya han exhibido públicamente algunas nuevas canciones en Festivales de España en los que han actuado, canciones tituladas Cazador, Unas veces se gana y otras se pierde y Nocturnal, además de Ratonera.
En el mes en que se había previsto el lanzamiento del disco, la revista Rolling Stone publicó que el lanzamiento del séptimo álbum de los maños se retrasó para febrero de 2015, según la revista "Eva Amaral y Juan Aguirre siguen preparando las nuevas canciones, no tienen ninguna presión respecto a la fecha de lanzamiento y prefieren trabajar con calma y lanzarlo después de Navidad."
Actualmente el grupo ha confirmado a través de su página web oficial que el nuevo disco verá la luz el 30 de octubre de este año 2015 y tendrá por título "Nocturnal". El primer sencillo del álbum fue publicado el 16 de septiembre de 2015 y lleva por título "Llévame muy lejos".
El álbum alcanzó el puesto 3 de la lista oficial de España y logró conseguir su primer disco de oro al poco de su lanzamiento. Su segundo sencillo "Lo que nos mantiene unidos" fue lanzado el 26 de abril de 2016 con una gran aceptación por parte de sus seguidores de todo el mundo. El álbum fue promocionado por gran parte de España durante 2016 durante su gira "Nocturnal Tour 2016" la cual llegó desde festivales de ámbito nacional a grandes áreas de conciertos.

### 2017:Nocturnal Solar Sessions
Después de la gran aceptación de público y crítica no solo del disco, sino también de la gira, decidieron lanzar un disco de versiones de Nocturnal coincidiendo con el lanzamiento del disco en toda Europa, el 27 de enero de 2017, llamado "Noctunal Solar Sessions".
El disco fue promocionado en gran número de cadenas de radio y televisión durante finales de 2016 y principios de 2017 coincidiendo incluso con el concierto benéfico que organizaron el 5 de enero en el teatro real con la banda sinfónica de la capital española.
Durante febrero se embarcarán en una minigira europea y gira española llamada "Nocturnal Tour 2017" que culminará con un concierto en el Wizink Centre de Madrid el 28 de octubre. La grabación de este concierto dio lugar a la publicación de un doble CD con libro llamado "Superluna" y que salió a la venta el 3 de diciembre de este mismo año a través del diario "El País". Casi un año después, en octubre de 2018 se editaría una nueva edición con DVD, publicado también por separado, a través de Sony Music.

### 2019:Salto al color
En 2019 publican Salto al color, el octavo álbum de estudio de la banda. Las canciones fueron compuestas por Eva Amaral y Juan Aguirre, excepto "Ondas do mar de Vigo", cantiga compuesta por el trovador gallego Martin Códax. Eva Amaral, que canta y toca la guitarra, y Juan Aguirre, que toca guitarras acústicas, eléctricas y portuguesas, se hicieron cargo de la producción. Fue publicado el 6 de septiembre consiguiendo el número 1 en la lista PROMUSICAE en su primera semana.

### 2025:Dolce Vita
En febrero de 2025 publican Dolce Vita su noveno álbum de estudio.

## Discografía
| - 1998 - Amaral - 2000 - Una pequeña parte del mundo - 2002 - Estrella de mar - 2005 - Pájaros en la cabeza - 2008 - Gato negro · Dragón rojo - 2011 - Hacia lo salvaje - 2015 - Nocturnal - 2019 - Salto al color - 2025 - Dolce Vita - 2012 - 1998-2008 | - 2009 - Granada - 2005 - El comienzo del Big Bang - 2009 - La barrera del sonido - 2018 - Superluna. Directo desde el Planeta Tierra - 2006 - Caja Especial Navidad - 2017 - Nocturnal Solar Sessions |

## Giras
- 1998-1999: Gira de Amaral
- 2000-2001: Gira de Una pequeña parte del mundo
- 2002-2003: Gira de Estrella de mar
- 2005-2006: Gira de Pájaros en la cabeza
- 2008-2009: Gira de Gato negro◆Dragón rojo
- 2011-2013: Gira de Hacia lo salvaje
- 2016-2017: Gira Nocturnal
- 2019-2021: Gira Salto al Color
- 2025-presente: Gira Dolce Vita

## Premios
| Año  | Categoría                                         | Premio                          |
| ---- | ------------------------------------------------- | ------------------------------- |
| 2002 | Mejor canción por «Sin ti no soy nada»            | Premios Ondas de la Música      |
| 2002 | Mejor grupo Español (Best Spanish Act)            | MTV Europe Music Awards         |
| 2003 | Mejor autor revelación                            | Premios de la Música            |
| 2003 | Mejor artista revelación                          | Premios de la Música            |
| 2003 | Mejor canción por «Sin ti no soy nada»            | Premios de la Música            |
| 2003 | Mejor canción de pop por «Sin ti no soy nada»     | Premios de la Música            |
| 2003 | Mejor álbum pop por Estrella de mar               | Premios de la Música            |
| 2005 | Mejor álbum por Pájaros en la cabeza              | Premios Ondas de la Música      |
| 2005 | Mejor grupo                                       | Premios EñE                     |
| 2005 | Mejor álbum por Pájaros en la cabeza              | Premios EñE                     |
| 2005 | Mayor difusión de la música aragonesa             | Premios de la Música Aragonesa  |
| 2006 | Mejor álbum por Pájaros en la cabeza              | Premios de la Música            |
| 2006 | Mejor videoclip por «Días de verano»              | Premios de la Música            |
| 2006 | Mejor canción por «Días de verano»                | Premios de la Música            |
| 2008 | Mejor grupo Español (Best Spanish Act)            | MTV Europe Music Awards         |
| 2008 | Mejor canción por «Kamikaze»                      | Premios Ondas de la Música      |
| 2009 | Mejor grupo                                       | Premios de la Música Aragonesa  |
| 2009 | Mejor directo                                     | Premios de la Música Aragonesa  |
| 2009 | Mejor álbum por Gato negro-Dragón rojo            | Premios de la Música            |
| 2010 | Mejor producción musical audiovisual              | Premios de la Música            |
| 2010 | Mejor directo                                     | Premios de la Música Aragonesa  |
| 2010 | Premio Nacional de las Músicas Actuales           | Ministerio de Cultura de España |
| 2011 | Mejor canción por «Hacia lo Salvaje»              | Premios Rolling Stone           |
| 2011 | Premio a la trayectoria                           | Premios Emoción                 |
| 2011 | Mejor directo                                     | El disco del Año (RTVE)         |
| 2012 | Mejor directo                                     | Premios de la Música Aragonesa  |
| 2012 | Mejor álbum nacional                              | Premios Shangay                 |
| 2015 | Mención especial                                  | Premios Ondas de la Música      |
| 2019 | Golden Music Award                                | LOS40 Music Awards              |
| 2021 | Medalla de Oro al Mérito en las Bellas Artes 2021 | Ministerio de Cultura de España |